# Nikola Stajković
Nikola Stajković (ur. 1 marca 1959 w Salzburgu, zm. 17 lutego 2017 w Hallein) – austriacki skoczek do wody.

## Kariera
Pięciokrotnie startował na igrzyskach olimpijskich w latach 1972, 1976, 1980, 1988, 1992. W 1981 zdobył brązowy medal, a w 1987 srebrny na mistrzostwach Europy.